# Athletic Club 2024-2025
Questa voce raccoglie le informazioni riguardanti l'Athletic Club nelle competizioni ufficiali della stagione 2024-2025.

## Divise e sponsor
Il fornitore tecnico per la stagione 2024-2025 è Castore, mentre lo sponsor ufficiale è Kutxabank.
| 1ª divisa | 2ª divisa |

## Rosa
| N. |                    | Ruolo | Calciatore              |
| -- | ------------------ | ----- | ----------------------- |
| 1  | Spagna (bandiera)  | P     | Unai Simón              |
| 2  | Spagna (bandiera)  | D     | Andoni Gorosabel        |
| 3  | Spagna (bandiera)  | D     | Dani Vivian             |
| 4  | Spagna (bandiera)  | D     | Aitor Paredes           |
| 5  | Spagna (bandiera)  | D     | Yeray Álvarez           |
| 6  | Spagna (bandiera)  | C     | Mikel Vesga             |
| 7  | Spagna (bandiera)  | A     | Alex Berenguer          |
| 8  | Spagna (bandiera)  | C     | Oihan Sancet            |
| 9  | Ghana (bandiera)   | A     | Iñaki Williams Capitano |
| 10 | Spagna (bandiera)  | C     | Nico Williams           |
| 11 | Spagna (bandiera)  | A     | Álvaro Djaló            |
| 12 | Spagna (bandiera)  | A     | Gorka Guruzeta          |
| 13 | Messico (bandiera) | P     | Alex Padilla            |
| 15 | Spagna (bandiera)  | D     | Iñigo Lekue             |
| 16 | Spagna (bandiera)  | C     | Galarreta               |

| N. |                   | Ruolo | Calciatore       |
| -- | ----------------- | ----- | ---------------- |
| 17 | Spagna (bandiera) | D     | Yuri Berchiche   |
| 18 | Spagna (bandiera) | A     | Robert Navarro   |
| 20 | Spagna (bandiera) | C     | Unai Gómez       |
| 21 | Spagna (bandiera) | A     | Maroan Sannadi   |
| 24 | Spagna (bandiera) | C     | Beñat Prados     |
| 28 | Spagna (bandiera) | C     | Peio Canales     |
| 31 | Spagna (bandiera) | C     | Mikel Jauregizar |
| 32 | Spagna (bandiera) | D     | Adama Boiro      |
| 43 | Spagna (bandiera) | A     | Endika Buján     |
| 35 | Spagna (bandiera) | A     | Urko Izeta       |
| 36 | Spagna (bandiera) | C     | Adu Ares         |
| 33 | Spagna (bandiera) | A     | Nico Serrano     |
| 30 | Spagna (bandiera) | C     | Alejandro Rego   |
| 26 | Spagna (bandiera) | P     | Mikel Santos     |

## Trasferimenti

### Sessione estiva
| Acquisti         | Acquisti         | Acquisti      | Acquisti                  |
| R.               | Nome             | da            | Modalità                  |
| ---------------- | ---------------- | ------------- | ------------------------- |
| A                | Álvaro Djaló     | Braga         | definitivo (15 milioni €) |
| D                | Andoni Gorosabel |               | svincolato                |
| D                | Unai Núñez       | Celta Vigo    | prestito                  |
| Altre operazioni |                  |               |                           |
| R.               | Nome             | da            | Modalità                  |
| C                | Mikel Jauregizar |               | aggregato dalle giovanili |
| D                | Adama Boiro      |               | aggregato dalle giovanili |
| D                | Hugo Rincón      |               | aggregato dalle giovanili |
| P                | Álex Padilla     |               | aggregato dalle giovanili |
| D                | Unai Egiluz      |               | aggregato dalle giovanili |
| C                | Peio Canales     |               | aggregato dalle giovanili |
| C                | Unai Vencedor    | Eibar         | rientro prestito          |
| A                | Nico Serrano     | Racing Ferrol | rientro prestito          |
| A                | Jon Morcillo     | Amorebieta    | rientro prestito          |
| A                | Javier Martón    | Mirandés      | rientro prestito          |
| A                | Juan Artola      | Alcorcón      | rientro prestito          |

| Cessioni         | Cessioni         | Cessioni         | Cessioni                                                |
| R.               | Nome             | a                | Modalità                                                |
| ---------------- | ---------------- | ---------------- | ------------------------------------------------------- |
| A                | Asier Villalibre | Alavés           | definitiva (1 milione €)                                |
| D                | Imanol           | Sparta Praga     | definitiva (500 mila €)                                 |
| C                | Iker Muniain     |                  | svincolato                                              |
| C                | Dani García      |                  | definitiva (svincolato)                                 |
| A                | Adu Ares         | Real Saragozza   | prestito                                                |
| A                | Raúl García      |                  | ritiro                                                  |
| Altre operazioni |                  |                  |                                                         |
| R.               | Nome             | a                | Modalità                                                |
| D                | Unai Núñez       | Celta Vigo       | definitiva (esercizio opzione d'acquisto - 7 milioni €) |
| A                | Jon Morcillo     |                  | definitiva (svincolato)                                 |
| A                | Juan Artola      |                  | definitiva (svincolato)                                 |
| C                | Unai Vencedor    | Racing Santander | prestito                                                |
| D                | Hugo Rincón      | Mirandés         | prestito                                                |
| D                | Unai Egiluz      |                  | prestito                                                |

### Sessione invernale
| Acquisti         | Acquisti       | Acquisti | Acquisti                  |
| R.               | Nome           | da       | Modalità                  |
| ---------------- | -------------- | -------- | ------------------------- |
| A                | Maroan Sannadi | Alavés   | definitivo (3 milioni €)  |
| Altre operazioni |                |          |                           |
| R.               | Nome           | da       | Modalità                  |
| A                | Endika Buján   |          | aggregato dalle giovanili |

| Cessioni         | Cessioni      | Cessioni       | Cessioni   |
| R.               | Nome          | a              | Modalità   |
| ---------------- | ------------- | -------------- | ---------- |
| C                | Ander Herrera |                | svincolato |
| P                | Álex Padilla  | Pumas UNAM     | prestito   |
| A                | Nico Serrano  | Sporting Gijón | prestito   |
| A                | Javier Martón | Albacete       | prestito   |
| Altre operazioni |               |                |            |
| R.               | Nome          | da             | Modalità   |
|                  |               |                |            |

## Risultati

### LaLiga
| Arbitro: | Ruiz |

|            |           |          |
| Sancet 27’ | Marcatori | 64’ Uche |

| Arbitro: | Gil Manzano |

|                           |           |                   |
| Yamal 24’ Lewandowski 75’ | Marcatori | 42’ (rig.) Sancet |

| Arbitro: | Fuertes |

|              |           |  |
| Prados 45+1’ | Marcatori |  |

| Arbitro: | Hernández |

|  |           |              |
|  | Marcatori | 90+2’ Correa |

| Arbitro: | Ortiz |

|                       |           |                                       |
| Ramírez 58’ Muñoz 83’ | Marcatori | 7’ Sancet 30’ N. Williams 76’ Paredes |

| Arbitro: | Maeso |

|  |           |                            |
|  | Marcatori | 65’ Vivian 75’ I. Williams |

| Arbitro: | Sánchez |

|                                    |           |                  |
| Guruzeta 4’ Guruzeta 39’ Djaló 80’ | Marcatori | 25’ (rig.) Aspas |

| Arbitro: | Grado |

|                |           |                      |
| Jauregizar 36’ | Marcatori | 90+3’ (aut.) Padilla |

| Arbitro: | Pulido |

|                                  |           |            |
| Asprilla 39’ Stuani 90+9’ (rig.) | Marcatori | 41’ Sancet |

| Arbitro: | Busquets |

|                                                         |           |              |
| Vivian 6’ I. Williams 28’ I. Williams 30’ Berenguer 55’ | Marcatori | 90+2’ Tejero |

| Palma di Maiorca 28 ottobre 2024, ore 21:00 CET 11ª giornata | Maiorca | 0 – 0 referto | Athletic Bilbao | Estadi Mallorca Son Moix (19 797 spett.)\| Arbitro: \| Munuera \| |
| Arbitro:                                                     | Munuera |               |                 |                                                                   |

| Arbitro: | Rojas |

|               |           |             |
| Berenguer 68’ | Marcatori | 52’ Fornals |

| Arbitro: | Cordero |

|          |           |                |
| Moro 79’ | Marcatori | 90+4’ Guruzeta |

| Arbitro: | Manzano |

|            |           |  |
| Sancet 26’ | Marcatori |  |

| Arbitro: | López |

|           |           |                       |
| Nteka 14’ | Marcatori | 65’ Sancet 78’ Sancet |

| Arbitro: | Sánchez |

|                            |           |                |
| Berenguer 53’ Guruzeta 80’ | Marcatori | 78’ Bellingham |

| Arbitro: | García |

|                             |           |  |
| Paredes 15’ I. Williams 69’ | Marcatori |  |

| Arbitro: | Sánchez |

|                 |           |           |
| Joan Jordán 67’ | Marcatori | 10’ Gómez |

| Arbitro: | Quintero |

|           |           |                            |
| Torró 25’ | Marcatori | 31’ Guruzeta 74’ Berenguer |

| Arbitro: | Ortiz |

|                |           |                          |
| H. Álvarez 74’ | Marcatori | 62’ Berenguer 71’ Vivian |

| Bilbao 26 gennaio 2025, ore 18:30 CET 21ª giornata | Athletic Bilbao | 0 – 0 referto | Leganés | San Mamés (47 612 spett.)\| Arbitro: \| Hernández \| |
| Arbitro:                                           | Hernández       |               |         |                                                      |

| Arbitro: | Martínez |

|                        |           |                        |
| Isco 15’ Perraud 45+2’ | Marcatori | 33’ Paredes 69’ Sancet |

| Arbitro: | Sánchez |

|                                           |           |  |
| Sancet 42’ (rig.) Sancet 45+1’ Sancet 79’ | Marcatori |  |

| Arbitro: | Cuadra |

|               |           |            |
| Fernández 62’ | Marcatori | 77’ Sancet |

| Arbitro: | Soto Grado |

| |           |           |
| Jauregizar 10’ N. Williams 35’ Sannadi 43’ Sancet 45+2’ N. Williams 66’ Guruzeta 69’ I. Williams 87’ | Marcatori | 47’ Sylla |

| Arbitro: | Manzano |

|                |           |  |
| J. Álvarez 66’ | Marcatori |  |

| Arbitro: | Hernández |

|                 |           |            |
| N. Williams 58’ | Marcatori | 56’ Raíllo |

| Arbitro: | Pulido |

|  |           |             |
|  | Marcatori | 84’ Álvarez |

| Bilbao 30 marzo 2025, ore 18:30 CEST 29ª giornata | Athletic Bilbao | 0 – 0 referto | Osasuna | San Mamés (49 671 spett.)\| Arbitro: \| Cuadra \| |
| Arbitro:                                          | Cuadra          |               |         |                                                   |

| Vila-real 6 aprile 2025, ore 21:00 CEST 30ª giornata | Villarreal | 0 – 0 referto | Athletic Bilbao | Estadio de la Cerámica (19 158 spett.)\| Arbitro: \| Melero \| |
| Arbitro:                                             | Melero     |               |                 |                                                                |

| Arbitro: | Cordero |

|                                                |           |          |
| Sancet 58’ (rig.) N. Williams 80’ Sancet 90+4’ | Marcatori | 37’ Ciss |

| Arbitro: | Martínez |

|                |           |  |
| Valverde 90+3’ | Marcatori |  |

| Arbitro: | Díaz |

|                |           |  |
| I. Williams 5’ | Marcatori |  |

| San Sebastián 4 maggio 2025, ore 21:00 CEST 34ª giornata | Real Sociedad | 0 – 0 referto | Athletic Bilbao | Reale Arena (36 058 spett.)\| Arbitro: \| Grado \| |
| Arbitro:                                                 | Grado         |               |                 |                                                    |

| Arbitro: | Munuera |

|                    |           |  |
| Sánchez 71’ (aut.) | Marcatori |  |

| Arbitro: | Cuadra |

|  |           |                         |
|  | Marcatori | 76’ Guruzeta 89’ Vivian |

| Arbitro: | Ruiz |

|  |           |               |
|  | Marcatori | 72’ Berenguer |

| Arbitro: | Fuertes |

|  |           |                                                   |
|  | Marcatori | 14’ Lewandowski 17’ Lewandowski 90+4’ (rig.) Olmo |

L'Athletic Bilbao ha concluso il campionato al 4° posto in classifica con 70 punti (19 vittorie, 13 pareggi e 6 sconfitte in 38 partite), ottenendo la qualificazione in Champions League.

### Copa del Rey
| Arbitro: | Melero |

|                                       |                      |                                              |
| Monreal Gualda Sarriegi Agüero Moreno | Tiri di rigore 3 – 4 | Vivian Berchiche N. Williams Berenguer Gómez |

| Arbitro: | Busquets |

|                                 |           |                                         |
| N. Williams 45+3’ de Marcos 55’ | Marcatori | 40’ Oroz 44’ (rig.) Budimir 70’ Budimir |

### Supercopa de España
| Arbitro: | Ortiz |

|  |           |                    |
|  | Marcatori | 17’ Gavi 52’ Yamal |

### Europa League

#### Fase campionato

##### Risultati
| Arbitro: | Kabakov |

|            |           |                |
| Dovbyk 32’ | Marcatori | 85’ A. Paredes |

| Arbitro: | Berke |

|                            |           |  |
| I. Williams 72’ Sancet 86’ | Marcatori |  |

| Arbitro: | Morten Krogh |

|                 |           |  |
| N. Williams 33’ | Marcatori |  |

| Arbitro: | Papapetrou |

|                  |           |                             |
| Erick Marcus 20’ | Marcatori | 73’ I. Williams 74’ Serrano |

| Arbitro: | Kruashvili |

|                                  |           |  |
| Boiro 6’ Prados 24’ Guruzeta 54’ | Marcatori |  |

| Arbitro: | Peljto |

|  |           |                                |
|  | Marcatori | 5’ I. Williams 45’ I. Williams |

| Arbitro: | Weinberger |

|                                                          |           |           |
| Rashica 17’ Rashica 60’ Rafa 77’ João Mário 90+2’ (rig.) | Marcatori | 45’ Gómez |

| Arbitro: | Matej Jug |

|                                          |           |           |
| N. Williams 25’ Álvarez 64’ Martón 90+5’ | Marcatori | 71’ Havel |

#### Fase finale
| Arbitro: | Schärer |

|                               |           |                 |
| Angeliño 56’ Shomurodov 90+3’ | Marcatori | 50’ I. Williams |

| Arbitro: | Turpin |

|                                                 |           |                      |
| N. Williams 45+3’ Berchiche 68’ N. Williams 82’ | Marcatori | 90+3’ (rig.) Paredes |

| Glasgow 10 aprile 2025, ore 20:00 WEST Quarti di finale (andata) | Rangers       | 0 – 0 referto | Athletic Bilbao | Ibrox Stadium (49 922 spett.)\| Arbitro: \| István Kovács \| |
| Arbitro:                                                         | István Kovács |               |                 |                                                              |

| Arbitro: | Peljto |

|                                     |           |  |
| Sancet 45+4’ (rig.) N. Williams 80’ | Marcatori |  |

| Arbitro: | Eskås |

|  |           |                                                             |
|  | Marcatori | 30’ Casemiro 37’ (rig.) Bruno Fernandes 45’ Bruno Fernandes |

| Arbitro: | Siebert |

|                                                |           |                |
| Mount 72’ Casemiro 80’ Højlund 85’ Mount 90+1’ | Marcatori | 31’ Jauregizar |

## Statistiche

### Statistiche di squadra
| Competizione        | Punti | In casa | In casa | In casa | In casa | In casa | In casa | In trasferta | In trasferta | In trasferta | In trasferta | In trasferta | In trasferta | In campo neutro | In campo neutro | In campo neutro | In campo neutro | In campo neutro | In campo neutro | Totale | Totale | Totale | Totale | Totale | Totale | DR  |
| Competizione        | Punti | G       | V       | N       | P       | Gf      | Gs      | G            | V            | N            | P            | Gf           | Gs           | G               | V               | N               | P               | Gf              | Gs              | G      | V      | N      | P      | Gf     | Gs     | DR  |
| ------------------- | ----- | ------- | ------- | ------- | ------- | ------- | ------- | ------------ | ------------ | ------------ | ------------ | ------------ | ------------ | --------------- | --------------- | --------------- | --------------- | --------------- | --------------- | ------ | ------ | ------ | ------ | ------ | ------ | --- |
| LaLiga              | 70    | 19      | 11      | 6       | 2       | 32      | 13      | 19           | 8            | 7            | 4            | 22           | 16           | 0               | 0               | 0               | 0               | 0               | 0               | 38     | 19     | 13     | 6      | 54     | 29     | +25 |
| Copa del Rey        | -     | 1       | 0       | 0       | 1       | 2       | 3       | 1            | 0            | 1            | 0            | 0            | 0            | 0               | 0               | 0               | 0               | 0               | 0               | 2      | 0      | 1      | 1      | 2      | 3      | -1  |
| Supercopa de España | -     | 0       | 0       | 0       | 0       | 0       | 0       | 0            | 0            | 0            | 0            | 0            | 0            | 1               | 0               | 0               | 1               | 0               | 2               | 1      | 0      | 0      | 1      | 0      | 2      | -2  |
| Europa League       | 19    | 7       | 6       | 0       | 1       | 14      | 5       | 7            | 2            | 2            | 3            | 8            | 12           | 0               | 0               | 0               | 0               | 0               | 0               | 14     | 8      | 2      | 4      | 22     | 17     | +5  |
| Totale              | -     | 27      | 17      | 6       | 4       | 48      | 21      | 27           | 10           | 10           | 7            | 30           | 28           | 1               | 0               | 0               | 1               | 0               | 2               | 55     | 27     | 16     | 12     | 78     | 51     | +27 |

### Andamento in campionato
| Giornata  | 1  | 2  | 3 | 4  | 5  | 6 | 7 | 8 | 9 | 10 | 11 | 12 | 13 | 14 | 15 | 16 | 17 | 18 | 19 | 20 | 21 | 22 | 23 | 24 | 25 | 26 | 27 | 28 | 29 | 30 | 31 | 32 | 33 | 34 | 35 | 36 | 37 | 38 |
| --------- | -- | -- | - | -- | -- | - | - | - | - | -- | -- | -- | -- | -- | -- | -- | -- | -- | -- | -- | -- | -- | -- | -- | -- | -- | -- | -- | -- | -- | -- | -- | -- | -- | -- | -- | -- | -- |
| Luogo     | C  | T  | C | C  | T  | C | T | C | T | C  | T  | C  | T  | C  | T  | C  | T  | T  | C  | T  | C  | T  | C  | T  | C  | T  | C  | T  | C  | T  | C  | T  | C  | T  | C  | T  | T  | C  |
| Risultato | N  | P  | V | P  | V  | V | V | N | P | V  | N  | N  | N  | V  | V  | V  | N  | V  | V  | V  | N  | N  | V  | N  | V  | P  | N  | V  | N  | N  | V  | P  | V  | N  | V  | V  | V  | P  |
| Posizione | 12 | 15 | 9 | 14 | 10 | 5 | 5 | 5 | 6 | 5  | 5  | 6  | 6  | 5  | 4  | 4  | 4  | 4  | 4  | 4  | 4  | 4  | 4  | 4  | 4  | 4  | 4  | 4  | 4  | 4  | 4  | 4  | 4  | 4  | 4  | 4  | 4  | 4  |

Legenda:

Luogo: C = Casa; T = Trasferta. Risultato: R = Rinviata; V = Vittoria; N = Pareggio; P = Sconfitta.

### Statistiche individuali
| Giocatore         | La Liga  | La Liga | La Liga     | La Liga    | Copa del Rey | Copa del Rey | Copa del Rey | Copa del Rey | Supercopa de España | Supercopa de España | Supercopa de España | Supercopa de España | Europa League | Europa League | Europa League | Europa League | Totale   | Totale | Totale      | Totale     |
| Giocatore         | Presenze | Reti    | Ammonizioni | Espulsioni | Presenze     | Reti         | Ammonizioni  | Espulsioni   | Presenze            | Reti                | Ammonizioni         | Espulsioni          | Presenze      | Reti          | Ammonizioni   | Espulsioni    | Presenze | Reti   | Ammonizioni | Espulsioni |
| ----------------- | -------- | ------- | ----------- | ---------- | ------------ | ------------ | ------------ | ------------ | ------------------- | ------------------- | ------------------- | ------------------- | ------------- | ------------- | ------------- | ------------- | -------- | ------ | ----------- | ---------- |
| J. Agirrezabala   | 14       | -8      | 1           | 1          | 2            | -3           | 0            | 0            | 0                   | 0                   | 0                   | 0                   | 13            | -17           | 0             | 0             | 29       | -28    | 1           | 1          |
| Y. Álvarez        | 21       | 1       | 4           | 0          | 2            | 0            | 0            | 0            | 0                   | 0                   | 0                   | 0                   | 7             | 1             | 4             | 1             | 30       | 2      | 8           | 1          |
| Y. Berchiche      | 29       | 0       | 5           | 0          | 1            | 0            | 0            | 0            | 1                   | 0                   | 0                   | 0                   | 11            | 1             | 3             | 0             | 42       | 1      | 8           | 0          |
| A. Berenguer      | 37       | 6       | 4           | 0          | 2            | 0            | 0            | 0            | 1                   | 0                   | 1                   | 0                   | 14            | 0             | 2             | 0             | 54       | 6      | 7           | 0          |
| A. Boiro          | 18       | 0       | 3           | 0          | 1            | 0            | 1            | 0            | 0                   | 0                   | 0                   | 0                   | 1             | 1             | 0             | 0             | 20       | 1      | 4           | 0          |
| E. Buján          | 1        | 0       | 0           | 0          | 0            | 0            | 0            | 0            | 0                   | 0                   | 0                   | 0                   | 0             | 0             | 0             | 0             | 1        | 0      | 0           | 0          |
| P. Canales        | 8        | 0       | 0           | 0          | 0            | 0            | 0            | 0            | 0                   | 0                   | 0                   | 0                   | 0             | 0             | 0             | 0             | 8        | 0      | 0           | 0          |
| Á. Djaló          | 17       | 1       | 2           | 0          | 2            | 0            | 0            | 0            | 1                   | 0                   | 0                   | 0                   | 8             | 0             | 1             | 0             | 28       | 1      | 3           | 0          |
| I.R. de Galarreta | 26       | 0       | 5           | 0          | 1            | 0            | 0            | 0            | 0                   | 0                   | 0                   | 0                   | 13            | 0             | 2             | 0             | 40       | 0      | 7           | 0          |
| U. Gómez          | 32       | 1       | 1           | 0          | 1            | 0            | 0            | 0            | 1                   | 0                   | 0                   | 0                   | 13            | 1             | 1             | 0             | 47       | 2      | 2           | 0          |
| A. Gorosabel      | 19       | 0       | 5           | 0          | 1            | 0            | 0            | 0            | 0                   | 0                   | 0                   | 0                   | 9             | 0             | 2             | 0             | 29       | 0      | 7           | 0          |
| G. Guruzeta       | 36       | 7       | 2           | 0          | 2            | 0            | 0            | 0            | 1                   | 0                   | 0                   | 0                   | 12            | 1             | 0             | 0             | 51       | 8      | 2           | 0          |
| M. Jauregizar     | 34       | 2       | 4           | 1          | 2            | 0            | 2            | 0            | 1                   | 0                   | 0                   | 0                   | 11            | 1             | 2             | 0             | 48       | 3      | 8           | 1          |
| I. Lekue          | 16       | 0       | 1           | 0          | 0            | 0            | 0            | 0            | 1                   | 0                   | 0                   | 0                   | 4             | 0             | 0             | 0             | 21       | 0      | 1           | 0          |
| Ó. de Marcos      | 26       | 0       | 0           | 0          | 2            | 1            | 0            | 0            | 1                   | 0                   | 0                   | 0                   | 12            | 0             | 2             | 0             | 41       | 1      | 2           | 0          |
| J. Martón         | 3        | 0       | 1           | 0          | 0            | 0            | 0            | 0            | 0                   | 0                   | 0                   | 0                   | 1             | 1             | 0             | 0             | 4        | 1      | 1           | 0          |
| U. Núñez          | 10       | 0       | 4           | 0          | 1            | 0            | 1            | 0            | 0                   | 0                   | 0                   | 0                   | 4             | 0             | 1             | 0             | 15       | 0      | 6           | 0          |
| A. Olabarrieta    | 1        | 0       | 0           | 0          | 0            | 0            | 0            | 0            | 0                   | 0                   | 0                   | 0                   | 1             | 0             | 0             | 0             | 2        | 0      | 0           | 0          |
| A. Paredes        | 24       | 3       | 4           | 1          | 2            | 0            | 0            | 0            | 1                   | 0                   | 0                   | 0                   | 10            | 1             | 0             | 0             | 37       | 4      | 4           | 1          |
| B. Prados         | 29       | 1       | 7           | 0          | 1            | 0            | 0            | 0            | 1                   | 0                   | 0                   | 0                   | 13            | 1             | 1             | 0             | 44       | 2      | 8           | 0          |
| O. Sancet         | 29       | 15      | 3           | 0          | 0            | 0            | 0            | 0            | 0                   | 0                   | 0                   | 0                   | 7             | 2             | 2             | 0             | 36       | 17     | 5           | 0          |
| M. Sannadi        | 16       | 1       | 0           | 0          | 0            | 0            | 0            | 0            | 0                   | 0                   | 0                   | 0                   | 6             | 0             | 3             | 0             | 22       | 1      | 3           | 0          |
| N. Serrano        | 4        | 0       | 0           | 0          | 2            | 0            | 0            | 0            | 1                   | 0                   | 0                   | 0                   | 3             | 1             | 1             | 0             | 10       | 1      | 1           | 0          |
| U. Simón          | 21       | -14     | 0           | 0          | 0            | 0            | 0            | 0            | 1                   | -2                  | 0                   | 0                   | 1             | 0             | 1             | 0             | 23       | -16    | 1           | 0          |
| M. Vesga          | 25       | 0       | 0           | 0          | 1            | 0            | 0            | 0            | 1                   | 0                   | 0                   | 0                   | 7             | 0             | 1             | 0             | 34       | 0      | 1           | 0          |
| D. Vivian         | 32       | 4       | 3           | 0          | 2            | 0            | 0            | 0            | 1                   | 0                   | 0                   | 0                   | 10            | 0             | 2             | 1             | 45       | 4      | 5           | 1          |
| I. Williams       | 35       | 6       | 1           | 0          | 2            | 0            | 1            | 0            | 1                   | 0                   | 0                   | 0                   | 12            | 5             | 2             | 0             | 50       | 11     | 4           | 0          |
| N. Williams       | 29       | 5       | 1           | 0          | 2            | 1            | 0            | 0            | 1                   | 0                   | 0                   | 0                   | 13            | 5             | 1             | 0             | 45       | 11     | 2           | 0          |
| A. Ares           | 1        | 0       | 0           | 0          | 0            | 0            | 0            | 0            | 0                   | 0                   | 0                   | 0                   | 0             | 0             | 0             | 0             | 1        | 0      | 0           | 0          |
| A. Herrera        | 8        | 0       | 2           | 0          | 1            | 0            | 1            | 0            | 0                   | 0                   | 0                   | 0                   | 5             | 0             | 0             | 0             | 14       | 0      | 3           | 0          |
| Á. Padilla        | 5        | -6      | 0           | 0          | 0            | 0            | 0            | 0            | 0                   | 0                   | 0                   | 0                   | 0             | 0             | 0             | 0             | 5        | -6     | 0           | 0          |